# Laugna
Laugna – miejscowość i gmina w Niemczech, w kraju związkowym Bawaria, w rejencji Szwabia, w regionie Augsburg, w powiecie Dillingen an der Donau, wchodzi w skład wspólnoty administracyjnej Wertingen. Leży na obrzeżach Jury Szwabskiej, około 15 km na południowy wschód od Dillingen an der Donau, nad Laugną.

## Demografia
| Rok  | Liczba mieszk. |
| ---- | -------------- |
| 1970 | 1 304          |
| 1987 | 1 313          |
| 2000 | 1 533          |

## Polityka
Wójtem gminy jest Georg Keis, rada gminy składa się z 12 osób.
|      | PWG | FWG Osterbuch | FWG Bocksberg | Razem |
| 2008 | 5   | 3             | 4             | 12    |
| 2002 | 5   | 4             | 3             | 12    |